# Havøysundbron

Havøysundbron (norska: Havøysundbrua) är en konsolbro som passerar Havøysundet från fastlandet till fiskeläget Havøysund på Havøya i Måsøy kommun i Finnmark fylke i norra Norge. Bron är 293 meter lång och har ett huvudspann på 124 meter. Seglingshöjden är 23 meter, och bron har i allt fyra spann. Den öppnades 5 december 1986 och är en del av riksväg 889. Det är Norges (möjligtvis världens) nordligste bro över 100-meterslängden.